# La tortuga (álbum)
La tortuga es el título del sexto álbum de estudio de Rosendo Mercado en su etapa en solitario. Fue publicado en 1991 por el sello DRO, siendo el séptimo disco en total de la banda.

## Antecedentes
Gracias al sencillo Majete el álbum registró un buen resultado de ventas. Sin embargo Rosendo apenas suele incluir canciones de este disco en sus directos.

## Listado de canciones
| La tortuga |                        |                 |          |  |
| N.º        | Título                 | Escritor(es)    | Duración |  |
| 1.         | «No me apetece!»       | Rosendo Mercado | 4:33     |  |
| 2.         | «Los de siempre»       | Rosendo Mercado | 4:21     |  |
| 3.         | «Majete!»              | Rosendo Mercado | 3:30     |  |
| 4.         | «Menú de la cuneta»    | Rosendo Mercado | 4:03     |  |
| 5.         | «Ah!»                  | Rosendo Mercado | 2:52     |  |
| 6.         | «Ahora pro nobis»      | Rosendo Mercado | 2:00     |  |
| 7.         | «Yo también!»          | Rosendo Mercado | 5:00     |  |
| 8.         | «Control?... memeces!» | Rosendo Mercado | 4:20     |  |
| 9.         | «La tortuga»           | Rosendo Mercado | 3:47     |  |
| 10.        | «M'enamorao»           | Rosendo Mercado | 4:53     |  |
| 11.        | «Andar por casa»       | Rosendo Mercado | 3:25     |  |

## Músicos
- Rosendo Mercado: Guitarra y voz
- Miguel Jiménez: Batería y percusión
- Rafa J. Vegas: Bajo
- Gustavo di Nobile: Teclados y programación
- Aurora Beltrán: Voz y guitarra en Ah!
- Osvaldo Greco: Solo de guitarra en M'enamorao